# 231 H 141

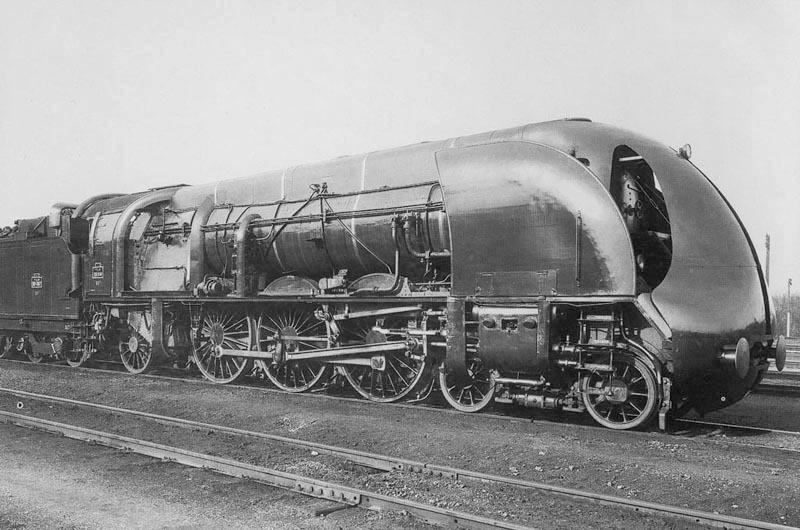
Locomotive PLM 231 H 141, issue de la transformation de la 231 D 141 puis F 141.

La locomotive 231 H 141 est une locomotive de vitesse de type 231 Pacific pour trains de voyageurs de la PLM. Elle est issue de la transformation de la 231 D 141 appartenant à la série 231 PLM 6301 à 6480 et 181 à 230.
Elle forme avec d'autres séries ressemblantes la famille des Pacific PLM
Elle deviendra 231 F 141 puis 231 H 141 en 1933, puis 231 H 1  à la SNCF.

## Histoire
Cette machine est issue de la série de machines livrée en 1925. Elle est transformée aux ateliers d'Oullins entre 1929 et 1933.
Elle donnera naissance à la série des 231 H de la SNCF, les plus puissantes des Pacific PLM

## Transformation
La chaudière est timbrée à 20 kg (1929-30). Ensuite elle est équipée de la surchauffe, d'un réchauffeur ACFI et d'un réservoir de vapeur à haute pression. Les cylindres HP et BP sont modifiés avec augmentation des sections de passage de vapeur.
La puissance est ainsi augmentée de plus de 1000 ch par rapport aux machines d'origine passant de 2000 à 3200 ch indiqués

## Caractéristiques
Les caractéristiques suivantes sont extraites de la fiche technique PLM.
- Surface de grille : 4,25 m2
- Surface de chauffe foyer + tubes : 203,82 m2
- Surface de surchauffe : 49,50 m2
- Nombre d'éléments : 150 + 26 éléments de surchauffe
- Nombre de cylindres : 2 BP et 2 HP
- Diamètre cylindres HP : 400 mm
- Course pistons HP : 650 mm
- Diamètre cylindres BP : 650 mm
- Course pistons BP : 650 mm
- Pression de la chaudière : 20 kg/cm2
- Diamètre des roues motrices : 2 000 mm
- Diamètre des roues du bissel : 1 360 mm
- Diamètre des roues du boggie : 1 020 mm
- Masse à vide : 93.430 tonnes
- Masse en ordre de marche : 102.320 tonnes
- Masse adhérente : 57 tonnes
- Longueur hors tout de la locomotive seule : 13,99 m
- Puissance maximum indiquée à 120 km/h : 2 397 kW
- Puissance maximum à la jante à 100 km/h : 2260 kW
- Puissance maximum au crochet du tender à 100 km/h : 1849 kW
- Vitesse maxi en service : 130 km/h

Tender 30 A :
- Tare du tender : 27,05 t
- Capacité en eau : 30 m3
- Capacité en charbon : 7,0 t
- Masse du tender en charge : 64,70 t
- Longueur du tender : 9,460 m